# Schizomus montanus
Schizomus montanus är en spindeldjursart som beskrevs av Hansen 1910. Schizomus montanus ingår i släktet Schizomus och familjen Hubbardiidae. Inga underarter finns listade i Catalogue of Life.